# Polska na Zimowych Igrzyskach Olimpijskich 2010
Polska reprezentacja na Zimowych Igrzyskach Olimpijskich 2010 w Vancouver liczyła 47 sportowców, w tym 26 mężczyzn i 21 kobiet. Reprezentacja Polski miała swoich przedstawicieli w 11 spośród wszystkich 15 sportów, a medale zdobywała w 3 dyscyplinach. Polacy wywalczyli łącznie 6 medali (złoty, 3 srebrne i 2 brązowe). Był to najlepszy występ Polaków w historii startów na zimowych igrzyskach olimpijskich. Chorążym na ceremonii otwarcia był panczenista Konrad Niedźwiedzki, dla którego były to drugie igrzyska, zaś na ceremonii zamknięcia również przedstawicielka łyżwiarstwa szybkiego Katarzyna Bachleda-Curuś, która na igrzyskach wystąpiła po raz trzeci. Piąty raz na igrzyskach startował biathlonista Tomasz Sikora. Najliczniej reprezentowanymi związkami sportowymi były Polski Związek Narciarski i Polski Związek Łyżwiarstwa Szybkiego, które wystawiły po 13 sportowców.
Najlepszą zawodniczką reprezentacji Polski była Justyna Kowalczyk. Biegaczka narciarska wywalczyła trzy medale, po jednym krążku każdego koloru. Jednocześnie stała się pierwszym od 1972 roku polskim sportowcem oraz została pierwszą kobietą która zdobyła złoty medal dla Polski na zimowych igrzyskach olimpijskich. Dwukrotnie na drugim miejscu podium plasował się skoczek narciarski Adam Małysz. Oprócz wymienionej dwójki, medal dla reprezentacji polski wywalczyła drużyna panczenistek w składzie: Katarzyna Bachleda-Curuś, Katarzyna Woźniak i Luiza Złotkowska.

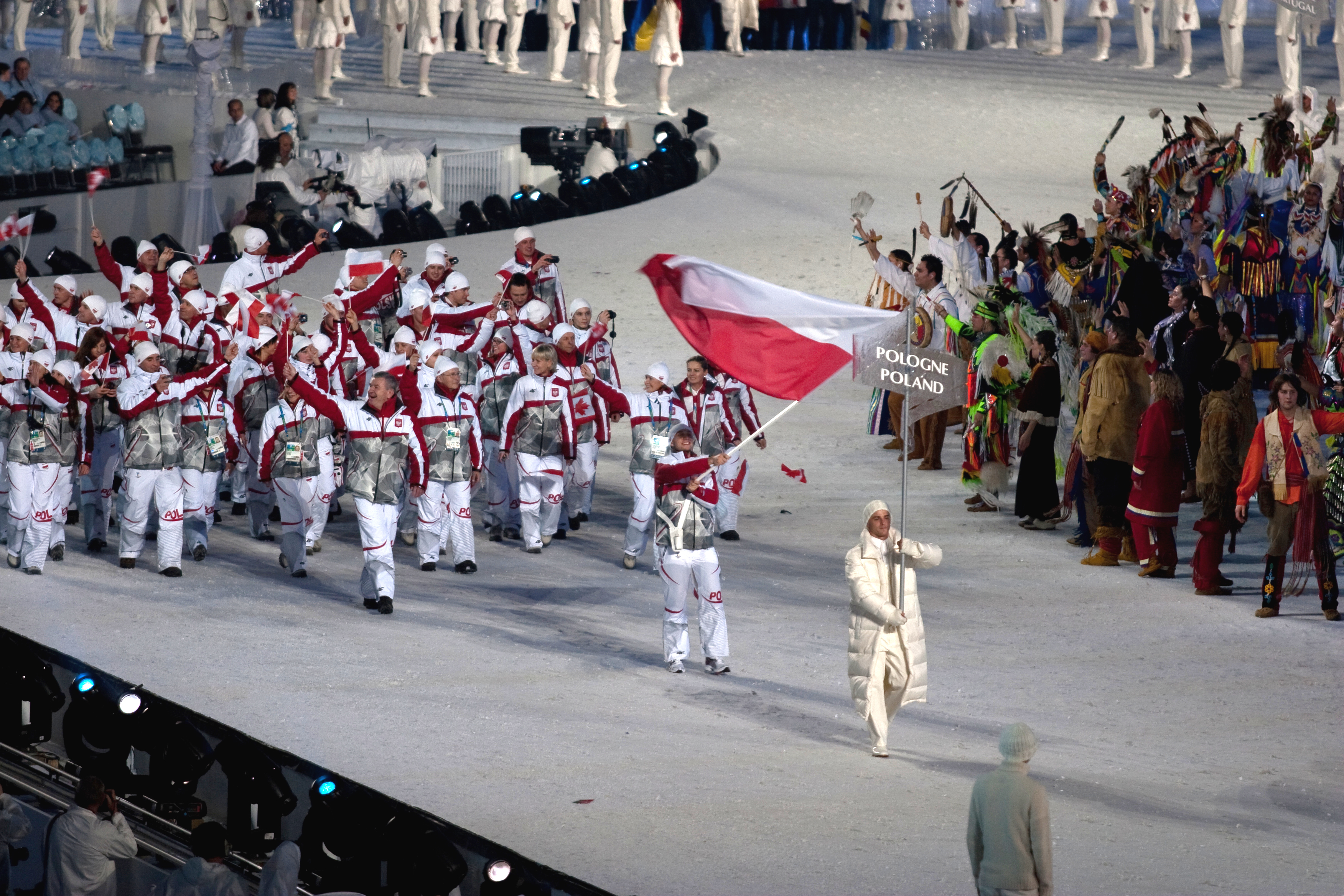
Reprezentacja Polski podczas ceremonii otwarcia Zimowych Igrzysk Olimpijskich 2010

## Sponsorzy
Sponsorami Polskiego Komitetu Olimpijskiego, a co za tym idzie reprezentacji Polski na igrzyskach w Vancouver były firmy: Kompania Piwowarska, PKO Bank Polski, PKN Orlen, Poczta Polska, Telekomunikacja Polska, Tauron Polska Energia, Casino Olimpic oraz Totalizator Sportowy. Ponadto oficjalnymi partnerami reprezentacji Polski na igrzyskach w Vancouver były: Lotnisko Chopina w Warszawie, 4F Sport Performance oraz Carolina Medical Center.

## Nagrody finansowe
18 grudnia 2008 roku Polski Komitet Olimpijski ustalił regulamin nagród za wyniki osiągnięte przez reprezentantów Polski podczas Zimowych Igrzysk Olimpijskich 2010. Zgodnie z jego postanowieniami w marcu 2010 roku PKOl dokonał podziału nagród. Wśród medalistów 500 tys. złotych otrzymała Justyna Kowalczyk, 300 tys. zł Adam Małysz, a po 75 tys. zł członkinie sztafety panczenistek: Katarzyna Bachleda-Curuś, Luiza Złotkowska, Katarzyna Woźniak oraz rezerwowa Natalia Czerwonka. Nagrody otrzymały również związki sportowe, które część pieniędzy przyznały trenerom bezpośrednio opiekujący się medalistami. Polski Związek Narciarski otrzymał 750 tys. zł, a Polski Związek Łyżwiarstwa Szybkiego 100 tys. zł. Polski Związek Narciarski przekazał 225 tys. zł Aleksandrowi Wierietielnemu, a 160 tys. zł Hannu Lepistö. Z kolei 50 tys. zł od Polskiego Związku Łyżwiarstwa Szybkiego otrzymała Ewa Białkowska. Pozostałe pieniądze przyznane związkom sportowym zostały podzielone pomiędzy członków wsparcia technicznego i medycznego blisko współpracujących z polskimi medalistami, a także pierwszych trenerów Justyny Kowalczyk (Stanisław Mrowca) i Adama Małysza (Jan Szturc). Ponadto każdy z reprezentantów Polski, który zajął miejsce w pierwszej „ósemce” dowolnej konkurencji podczas Zimowych Igrzysk Olimpijskich 2010, otrzymał czteroletnie stypendium, którego wysokość uzależniona jest od zajętego miejsca.

## Statystyki według dyscyplin
Spośród piętnastu dyscyplin sportowych, które Międzynarodowy Komitet Olimpijski włączył do kalendarza igrzysk, reprezentacja Polski wzięła udział w jedenastu. Polacy nie wystawili żadnego reprezentanta w curlingu, hokeju na lodzie, kombinacji norweskiej i skeletonie.
Najliczniejszą reprezentację Polska wystawiła w łyżwiarstwie szybkim, w których wystąpiło dziesięcioro polskich zawodników.
| Lp.     | Sport                 | Mężczyźni | Kobiety | Łącznie |
| ------- | --------------------- | --------- | ------- | ------- |
| 1       | Biathlon              | 2         | 5       | 7       |
| 2       | Biegi narciarskie     | 2         | 4       | 6       |
| 3       | Bobsleje              | 4         | –       | 4       |
| 4       | Łyżwiarstwo figurowe  | 2         | 2       | 4       |
| 5       | Łyżwiarstwo szybkie   | 6         | 4       | 10      |
| 6       | Narciarstwo alpejskie | –         | 1       | 1       |
| 7       | Narciarstwo dowolne   | –         | 1       | 1       |
| 8       | Saneczkarstwo         | 1         | 1       | 2       |
| 9       | Short track           | 1         | 2       | 3       |
| 10      | Skoki narciarskie     | 5         | –       | 5       |
| 11      | Snowboarding          | 3         | 1       | 4       |
| Łącznie | Łącznie               | 26        | 21      | 47      |

## Zdobyte medale
| Medale według dni | Medale według dni | Medale według dni | Medale według dni | Medale według dni | Medale według dni | Medale według dni |
| ----------------- | ----------------- | ----------------- | ----------------- | ----------------- | ----------------- | ----------------- |
| Dzień             | Data              |                   |                   |                   |                   |                   |
| Dzień 0           | 12.02             | –                 | –                 | –                 | –                 |                   |
| Dzień 1           | 13.02             | 0                 | 1                 | 0                 | 1                 |                   |
| Dzień 2           | 14.02             | 0                 | 0                 | 0                 | 0                 |                   |
| Dzień 3           | 15.02             | 0                 | 0                 | 0                 | 0                 |                   |
| Dzień 4           | 16.02             | 0                 | 0                 | 0                 | 0                 |                   |
| Dzień 5           | 17.02             | 0                 | 1                 | 0                 | 1                 |                   |
| Dzień 6           | 18.02             | 0                 | 0                 | 0                 | 0                 |                   |
| Dzień 7           | 19.02             | 0                 | 0                 | 1                 | 1                 |                   |
| Dzień 8           | 20.02             | 0                 | 1                 | 0                 | 1                 |                   |
| Dzień 9           | 21.02             | 0                 | 0                 | 0                 | 0                 |                   |
| Dzień 10          | 22.02             | 0                 | 0                 | 0                 | 0                 |                   |
| Dzień 11          | 23.02             | 0                 | 0                 | 0                 | 0                 |                   |
| Dzień 12          | 24.02             | 0                 | 0                 | 0                 | 0                 |                   |
| Dzień 13          | 25.02             | 0                 | 0                 | 0                 | 0                 |                   |
| Dzień 14          | 26.02             | 0                 | 0                 | 0                 | 0                 |                   |
| Dzień 15          | 27.02             | 1                 | 0                 | 1                 | 2                 |                   |
| Dzień 16          | 28.02             | 0                 | 0                 | 0                 | 0                 |                   |

| Medal  | Zawodnik                                                    | Dyscyplina          | Konkurencja             | Rezultat | Data      |
| ------ | ----------------------------------------------------------- | ------------------- | ----------------------- | -------- | --------- |
| Złoto  | Justyna Kowalczyk                                           | Biegi narciarskie   | 30 km stylem klasycznym | 47:26,3  | 27 lutego |
| Srebro | Adam Małysz                                                 | Skoki narciarskie   | normalna skocznia       | 269,5    | 13 lutego |
| Srebro | Justyna Kowalczyk                                           | Biegi narciarskie   | sprint stylem dowolnym  | 3:40,3   | 17 lutego |
| Srebro | Adam Małysz                                                 | Skoki narciarskie   | duża skocznia           | 269,4    | 20 lutego |
| Brąz   | Justyna Kowalczyk                                           | Biegi narciarskie   | bieg łączony            | 40:07,4  | 19 lutego |
| Brąz   | Katarzyna Bachleda-Curuś Katarzyna Woźniak Luiza Złotkowska | Łyżwiarstwo szybkie | bieg drużynowy          | 3:03,73  | 27 lutego |

| Medale według sportów | Medale według sportów | Medale według sportów | Medale według sportów | Medale według sportów |
| --------------------- | --------------------- | --------------------- | --------------------- | --------------------- |
| Sport                 | złoto                 | srebro                | brąz                  | W sumie               |
| Biegi narciarskie     | 1                     | 1                     | 1                     | 3                     |
| Skoki narciarskie     | 0                     | 2                     | 0                     | 2                     |
| Łyżwiarstwo szybkie   | 0                     | 0                     | 1                     | 1                     |
| W sumie               | 1                     | 3                     | 2                     | 6                     |

### Indywidualna klasyfikacja medalowa
| Lp. | Zawodnik                                       | złoto | srebro | brąz |   |
| --- | ---------------------------------------------- | ----- | ------ | ---- | - |
| 1   | Justyna Kowalczyk (biegi narciarskie)          | 1     | 1      | 1    | 3 |
| 2   | Adam Małysz (skoki narciarskie)                | 0     | 2      | 0    | 2 |
| 3   | Katarzyna Bachleda-Curuś (łyżwiarstwo szybkie) | 0     | 0      | 1    | 1 |
| 3   | Katarzyna Woźniak (łyżwiarstwo szybkie)        | 0     | 0      | 1    | 1 |
| 3   | Luiza Złotkowska (łyżwiarstwo szybkie)         | 0     | 0      | 1    | 1 |

## Wyniki

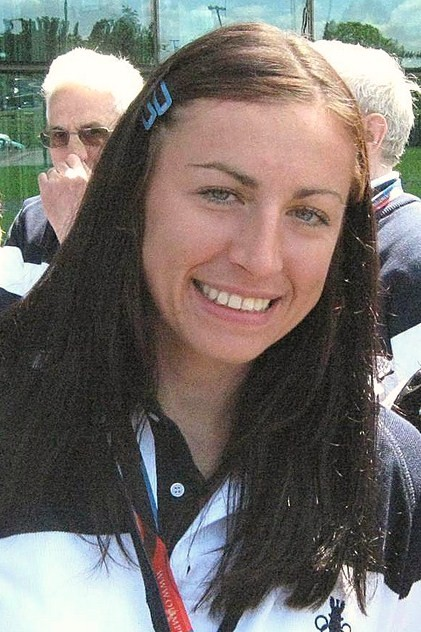
Justyna Kowalczyk – złota, srebrna i brązowa medalistka igrzysk w Vancouver

### Objaśnienia
Q – Awans

QB – Awans do małego finału

DSQ – Dyskwalifikacja

DNF – Zawodnik/Zawodniczka nie ukończył(-a) zawodów

DNS – Zawodnik/Zawodniczka nie wystartował(-a)

nq – Zawodnik/Zawodniczka nie awansował(-a)

### Biathlon

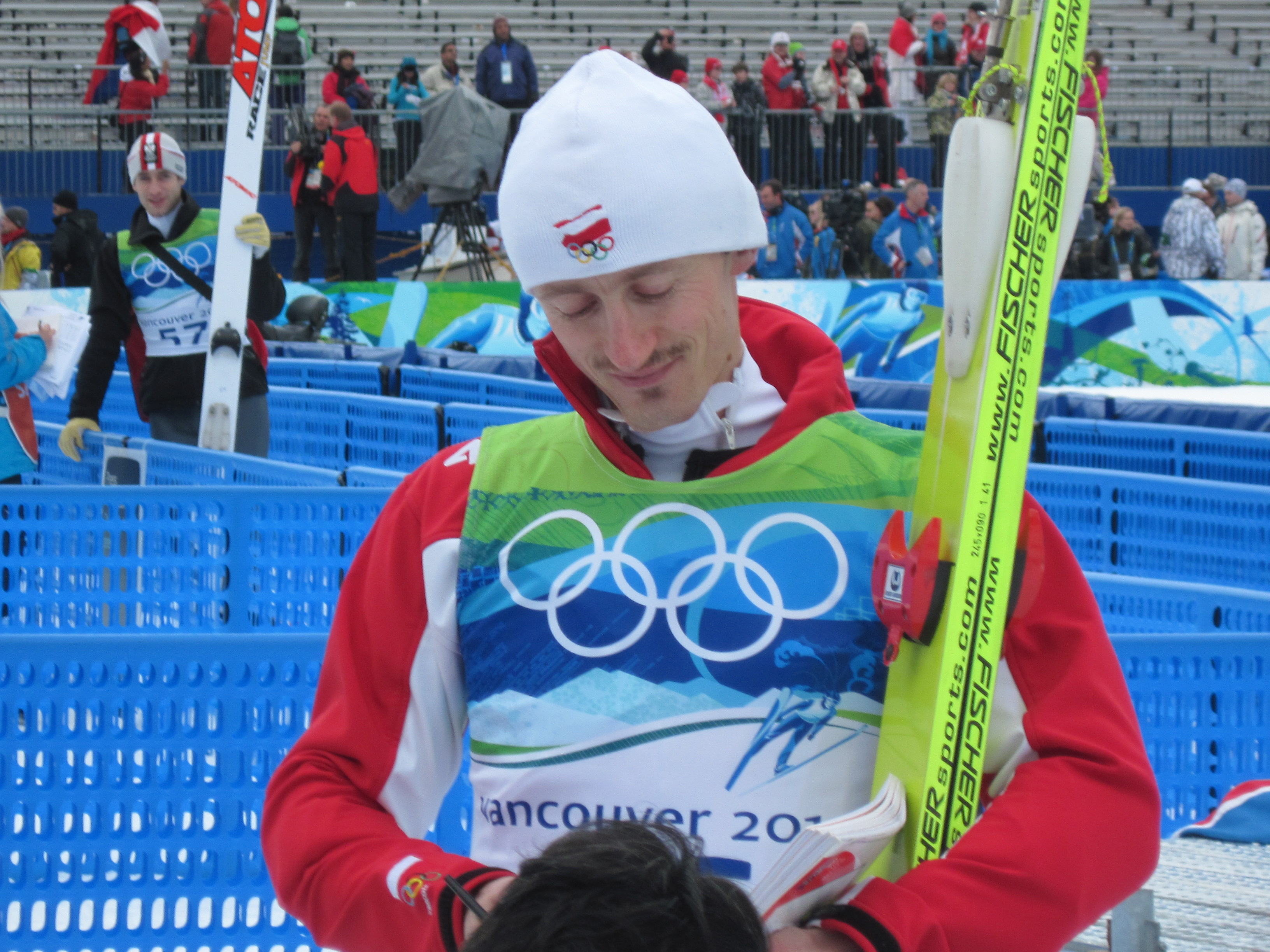
Adam Małysz – dwukrotny srebrny medalista igrzysk w Vancouver

Zawody biathlonowe podczas Zimowych Igrzysk Olimpijskich 2010 były zaliczane do klasyfikacji generalnej Pucharu Świata. Polskę reprezentowało dwóch biathlonistów i pięć biathlonistek. Wśród mężczyzn czterokrotnie startował Tomasz Sikora, a jego najlepszym wynikiem było 7. miejsce w biegu indywidualnym. Dwukrotnie w zawodach wziął udział Łukasz Szczurek, jednak ani razu nie zdobył punktów. Wśród kobiet indywidualnie po cztery starty zaliczyły Agnieszka Cyl, Weronika Nowakowska-Ziemniak i Krystyna Pałka, trzykrotnie udział w zawodach wzięła Magdalena Gwizdoń, a ani razu nie wystąpiła Paulina Bobak. Najlepszy wynik osiągnęła Nowakowska, która w biegu indywidualnym zajęła 5. miejsce. W tej samej konkurencji swoje najlepsze rezultaty osiągnęły także Cyl (7.) i Pałka (15.). Najlepszym wynikiem Gwizdoń była 31. pozycja w biegu pościgowym. Panie w składzie Pałka, Gwizdoń, Nowakowska i Cyl wzięły także udział w biegu sztafetowym, w którym zajęły 12. miejsce. Ponadto oficjalnie do igrzysk została zgłoszona również trójka biathlonistów – Adam Kwak, Mirosław Kobus i Łukasz Witek, którzy jednak nie polecieli do Vancouver. Powodem ich zgłoszenia była chęć zwiększenia liczby trenerów i serwismenów towarzyszących Justynie Kowalczyk i Tomaszowi Sikorze.

#### Mężczyźni

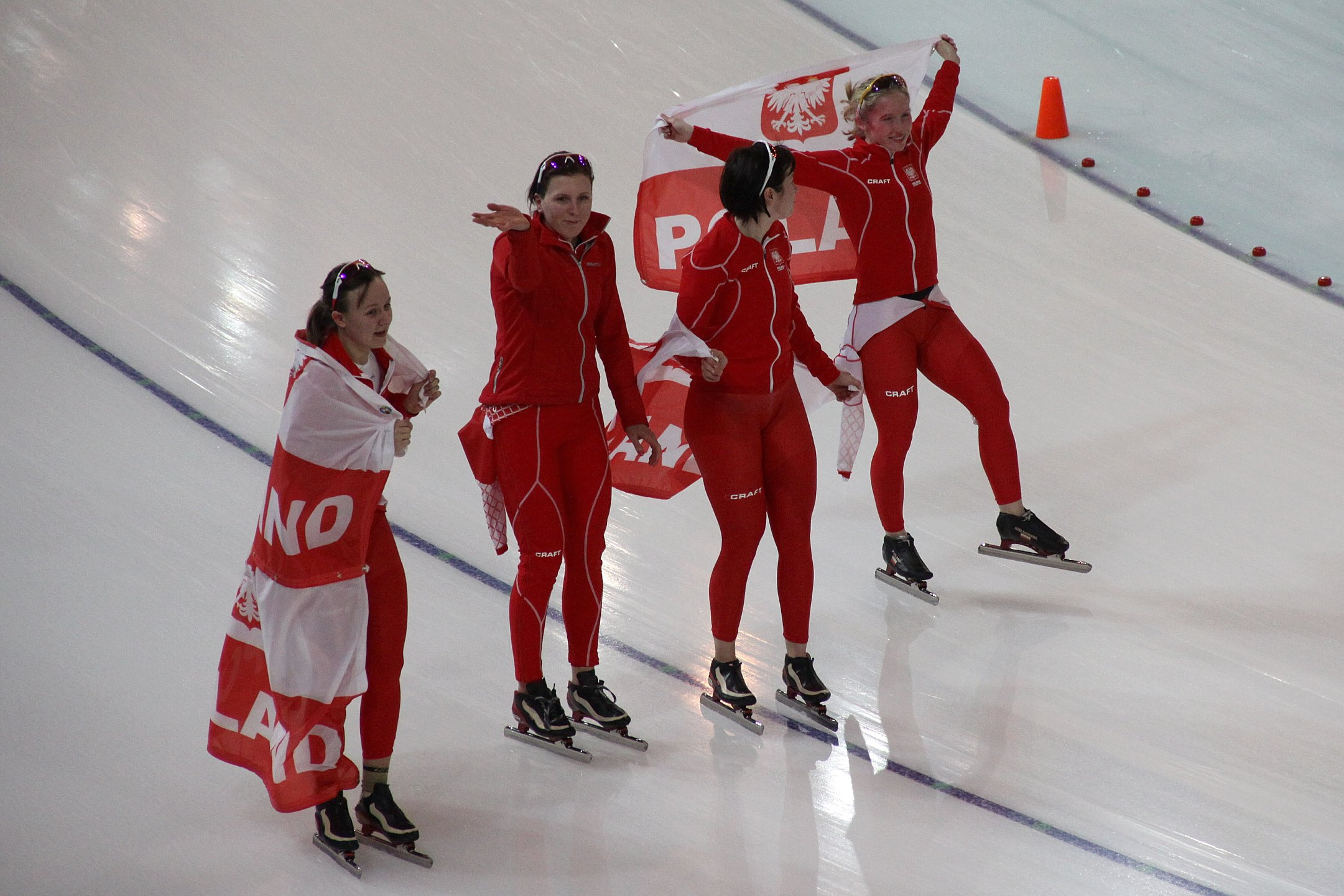
Brązowe medalistki w łyżwiarstwie szybkim w biegu drużynowym kobiet. Od lewej: Katarzyna Woźniak, Natalia Czerwonka (rezerwowa), Katarzyna Bachleda-Curuś i Luiza Złotkowska

- Tomasz Sikora
- Łukasz Szczurek[15]

| Wydarzenie        | Zawodnik        | Czas    | Miejsce |
| ----------------- | --------------- | ------- | ------- |
| Sprint            | Tomasz Sikora   | 26:16.2 | 29.     |
| Sprint            | Łukasz Szczurek | 29:02.0 | 85.     |
| Bieg pościgowy    | Tomasz Sikora   | 35:14.3 | 18.     |
| Bieg indywidualny | Tomasz Sikora   | 49:43.8 | 7.      |
| Bieg indywidualny | Łukasz Szczurek | 54:36.7 | 59.     |
| Bieg masowy       | Tomasz Sikora   | 36:13.1 | 11.     |

#### Kobiety
- Paulina Bobak[a]
- Agnieszka Cyl
- Magdalena Gwizdoń
- Weronika Nowakowska-Ziemniak
- Krystyna Pałka[15]

| Wydarzenie        | Zawodniczka                                                                 | Czas      | Miejsce |
| ----------------- | --------------------------------------------------------------------------- | --------- | ------- |
| Sprint            | Agnieszka Cyl                                                               | 21:55.2   | 42.     |
| Sprint            | Magdalena Gwizdoń                                                           | 21:48.9   | 35.     |
| Sprint            | Weronika Nowakowska-Ziemniak                                                | 21:49.4   | 36.     |
| Sprint            | Krystyna Pałka                                                              | 20:54.3   | 21.     |
| Bieg pościgowy    | Agnieszka Cyl                                                               | 33:08.4   | 25.     |
| Bieg pościgowy    | Magdalena Gwizdoń                                                           | 33:45.8   | 31.     |
| Bieg pościgowy    | Weronika Nowakowska-Ziemniak                                                | 33:24.2   | 28.     |
| Bieg pościgowy    | Krystyna Pałka                                                              | 33:07.6   | 24.     |
| Bieg indywidualny | Agnieszka Cyl                                                               | 42:32.5   | 7.      |
| Bieg indywidualny | Magdalena Gwizdoń                                                           | 46:46.7   | 59.     |
| Bieg indywidualny | Weronika Nowakowska-Ziemniak                                                | 41:57.5   | 5.      |
| Bieg indywidualny | Krystyna Pałka                                                              | 43:09.6   | 15.     |
| Bieg masowy       | Agnieszka Cyl                                                               | 37:54.7   | 23.     |
| Bieg masowy       | Weronika Nowakowska-Ziemniak                                                | 37:34.0   | 21.     |
| Bieg masowy       | Krystyna Pałka                                                              | 37:22.6   | 20.     |
| Sztafeta          | Krystyna Pałka Magdalena Gwizdoń Weronika Nowakowska-Ziemniak Agnieszka Cyl | 1:12:54.3 | 12.     |

### Biegi narciarskie
Polskę w biegach narciarskich reprezentowało dwóch biegaczy i cztery biegaczki narciarskie. Wśród mężczyzn indywidualnie dwukrotnie wystartował Maciej Kreczmer, którego największym osiągnięciem było 25. miejsce w sprincie. Raz wystartował Janusz Krężelok, który także w sprincie zajął 28. miejsce. Kreczmer i Krężelok wzięli również udział w sprincie drużynowym stylem dowolnym, w którym zajęli 14. miejsce. Po zakończeniu igrzysk Janusz Krężelok zakończył swoją karierę sportową. Wśród kobiet indywidualnie czterokrotnie startowała Justyna Kowalczyk, który zdobyła trzy medale – złoty, srebrny i brązowy. Trzykrotnie startowały Sylwia Jaśkowiec, Paulina Maciuszek i Kornelia Marek. Jaśkowiec i Maciuszek najlepsze wyniki osiągnęły w biegu masowym stylem klasycznym, w którym zajęły odpowiednio 24. i 28. miejsce. Z kolei Marek, po biegu sztafetowym, została przyłapana na stosowaniu niedozwolonych środków w postaci erytropoetyny i wszystkie jej wyniki podczas igrzysk olimpijskich w Vancouver zostały anulowane. W wyniku tego anulowane zostały także wyniki Polek w biegach sztafetowych – sprincie drużynowym, gdzie Marek i Jaśkowiec zajęły 9. miejsce oraz sztafecie 4x5 km, gdzie Polki zajęły 6. miejsce.

#### Mężczyźni
- Maciej Kreczmer
- Janusz Krężelok[27]

| Wydarzenie                        | Zawodnik                        | Kwalifikacje | Kwalifikacje | Ćwierćfinały | Ćwierćfinały | Półfinały | Półfinały | Finały  | Finały  |
| Wydarzenie                        | Zawodnik                        | Czas         | Miejsce      | Czas         | Miejsce      | Czas      | Miejsce   | Czas    | Miejsce |
| --------------------------------- | ------------------------------- | ------------ | ------------ | ------------ | ------------ | --------- | --------- | ------- | ------- |
| Bieg indywidualny stylem dowolnym | Maciej Kreczmer                 |              |              |              |              |           |           | 37:38.0 | 66.     |
| Sprint                            | Maciej Kreczmer                 | 3:41.35      | 28.          | 3:39.6       | 5.           | nq        | nq        | nq      | 25.     |
| Sprint                            | Janusz Krężelok                 | 3:41.34      | 27.          | 3:41.1       | 6.           | nq        | nq        | nq      | 28.     |
| Sprint drużynowy stylem dowolnym  | Maciej Kreczmer Janusz Krężelok |              |              |              |              | 19:07.2   | 6.        | nq      | 14.     |

#### Kobiety
- Sylwia Jaśkowiec
- Justyna Kowalczyk
- Paulina Maciuszek
- Kornelia Marek[27]

| Wydarzenie                        | Zawodniczka                                                         | Kwalifikacje | Kwalifikacje | Ćwierćfinały | Ćwierćfinały | Półfinały | Półfinały | Finały    | Finały        |
| Wydarzenie                        | Zawodniczka                                                         | Czas         | Miejsce      | Czas         | Miejsce      | Czas      | Miejsce   | Czas      | Miejsce       |
| --------------------------------- | ------------------------------------------------------------------- | ------------ | ------------ | ------------ | ------------ | --------- | --------- | --------- | ------------- |
| Bieg indywidualny stylem dowolnym | Sylwia Jaśkowiec                                                    |              |              |              |              |           |           | 26:37.2   | 28.           |
| Bieg indywidualny stylem dowolnym | Justyna Kowalczyk                                                   |              |              |              |              |           |           | 25:20.1   | 5.            |
| Bieg indywidualny stylem dowolnym | Paulina Maciuszek                                                   |              |              |              |              |           |           | 27:22.1   | 44.           |
| Bieg indywidualny stylem dowolnym | Kornelia Marek                                                      |              |              |              |              |           |           | DSQ       | DSQ           |
| Bieg łączony                      | Sylwia Jaśkowiec                                                    |              |              |              |              |           |           | 42:54.8   | 34.           |
| Bieg łączony                      | Justyna Kowalczyk                                                   |              |              |              |              |           |           | 40:07.4   | Brązowy medal |
| Bieg łączony                      | Paulina Maciuszek                                                   |              |              |              |              |           |           | 44:56.6   | 51.           |
| Bieg łączony                      | Kornelia Marek                                                      |              |              |              |              |           |           | DSQ       | DSQ           |
| Bieg masowy stylem klasycznym     | Sylwia Jaśkowiec                                                    |              |              |              |              |           |           | 1:34:59.1 | 24.           |
| Bieg masowy stylem klasycznym     | Justyna Kowalczyk                                                   |              |              |              |              |           |           | 1:30:33,7 | Złoty medal   |
| Bieg masowy stylem klasycznym     | Paulina Maciuszek                                                   |              |              |              |              |           |           | 1:36:31.7 | 28.           |
| Bieg masowy stylem klasycznym     | Kornelia Marek                                                      |              |              |              |              |           |           | DSQ       | DSQ           |
| Sprint                            | Justyna Kowalczyk                                                   | 3:43.35      | 5.           | 3:38.8       | 1.           | 3:38.0    | 1.        | 3:40.3    | Srebrny medal |
| Sprint drużynowy stylem dowolnym  | Kornelia Marek Sylwia Jaśkowiec                                     |              |              |              |              | DSQ       | DSQ       | DSQ       | DSQ           |
| Sztafeta                          | Kornelia Marek Justyna Kowalczyk Paulina Maciuszek Sylwia Jaśkowiec |              |              |              |              |           |           | DSQ       | DSQ           |

### Bobsleje
Polskę w zawodach bobslejowych reprezentowało czterech zawodników. W wyścigu dwójek udział wzięli Dawid Kupczyk i Marcin Niewiara, którzy zajęli 16. miejsce. Z kolei w wyścigu bobslejowych czwórek, poza Kupczykiem i Niewiarą, wystartowali także Paweł Mróz i Michał Zblewski. Polska załoga ostatecznie zakończyła rywalizację na 14. miejscu.

#### Mężczyźni
- Dawid Kupczyk
- Paweł Mróz
- Marcin Niewiara
- Michał Zblewski[40]

| Zawodnik                                                 | Konkurencja            | Wyniki      | Wyniki | Wyniki      | Wyniki | Wyniki      | Wyniki | Wyniki      | Wyniki | Czas        | Miejsce |
| Zawodnik                                                 | Konkurencja            | 1. przejazd | Rk     | 2. przejazd | Rk     | 3. przejazd | Rk     | 4. przejazd | Rk     | Czas        | Miejsce |
| -------------------------------------------------------- | ---------------------- | ----------- | ------ | ----------- | ------ | ----------- | ------ | ----------- | ------ | ----------- | ------- |
| Dawid Kupczyk Paweł Mróz Marcin Niewiara Michał Zblewski | Ślizg czwórek mężczyzn | 51,94 s     | 16     | 51,96 s     | 14     | 52,35 s     | 16     | 52,28 s     | 15     | 3:28,53 min | 14      |
| Dawid Kupczyk Marcin Niewiara                            | Ślizg dwójek mężczyzn  | 52,45 s     | 15     | 52,91 s     | 16     | 52,42 s     | 15     | 52,72 s     | 19     | 3:30,50 min | 16      |

### Łyżwiarstwo figurowe
Polskę w łyżwiarstwie figurowym reprezentowało dwóch łyżwiarzy i dwie łyżwiarki figurowe. Indywidualnie wystartowali Przemysław Domański i Anna Jurkiewicz. Domański zajął 28. miejsce w gronie 30. startujących solistów, a Jurkiewicz zajęła ostatnie, 30. miejsce wśród solistek. W rywalizacji par sportowych udział wzięła para Joanna Sulej i Mateusz Chruściński, która zajęła 18. miejsce wśród 20. startujących par.

#### Mężczyźni
- Mateusz Chruściński
- Przemysław Domański[49]

#### Kobiety
- Anna Jurkiewicz
- Joanna Sulej[49]

#### Wyniki
| Wydarzenie             | Atleta                             | Program krótki | Program krótki | Program dowolny | Program dowolny | W sumie | W sumie |
| Wydarzenie             | Atleta                             | Punkty         | Miejsce        | Punkty          | Miejsce         | Punkty  | Miejsce |
| ---------------------- | ---------------------------------- | -------------- | -------------- | --------------- | --------------- | ------- | ------- |
| Program solistów       | Przemysław Domański                | 52.14          | 28.            | nq              | nq              | 52.14   | 28.     |
| Program solistek       | Anna Jurkiewicz                    | 36.10          | 30.            | nq              | nq              | 36.10   | 30.     |
| Program par sportowych | Joanna Sulej / Mateusz Chruściński | 39.30          | 20.            | 86.52           | 18.             | 125.82  | 18.     |

### Łyżwiarstwo szybkie
Polskę w łyżwiarstwie szybkim reprezentowało sześciu mężczyzn i cztery kobiety. Wśród panczenistów indywidualnie trzykrotnie startował Konrad Niedźwiedzki, którego najlepszym osiągnięciem było 17. miejsce w biegu na 1500 metrów. Dwukrotnie startował Maciej Ustynowicz, który najlepszą pozycję zajął w biegu na 500 metrów – 22. Raz startowali pozostali reprezentanci Polski – Maciej Biega, Zbigniew Bródka, Sławomir Chmura i Sebastian Druszkiewicz, jednak nie odnieśli oni większych sukcesów. Wśród panczenistek indywidualnie dwukrotnie startowały Katarzyna Bachleda-Curuś i Luiza Złotkowska, których najlepszymi wynikami były odpowiednio 15. pozycja w biegu na 1500 metrów i 24. miejsce na 3000 metrów. Po razie startowały Natalia Czerwonka i Katarzyna Woźniak, jednak nie osiągnęły one sukcesów. Polskie zawodniczki, w składzie Bachleda-Curuś, Złotkowska, Woźniak, wystartowały także w biegu drużynowym kobiet, w którym zdobyły brązowy medal.

#### Mężczyźni
- Maciej Biega
- Zbigniew Bródka
- Sławomir Chmura
- Sebastian Druszkiewicz
- Konrad Niedźwiedzki
- Maciej Ustynowicz[56]

| Wydarzenie    | Zawodnik               | Wyścig 1. | Wyścig 1. | Wyścig 2. | Wyścig 2. | Finał    | Finał   |
| Wydarzenie    | Zawodnik               | Czas      | Miejsce   | Czas      | Miejsce   | Czas     | Miejsce |
| ------------- | ---------------------- | --------- | --------- | --------- | --------- | -------- | ------- |
| 500 metrów    | Maciej Biega           | 36.642    | 38.       | 37.934    | 38.       | 74.57    | 38.     |
| 500 metrów    | Konrad Niedźwiedzki    | 36.183    | 33.       | 36.179    | 31.       | 72.36    | 31.     |
| 500 metrów    | Maciej Ustynowicz      | 35.596    | 22.       | 35.753    | 22.       | 71.349   | 22.     |
| 1000 metrów   | Konrad Niedźwiedzki    |           |           |           |           | 1:11.24  | 27.     |
| 1000 metrów   | Maciej Ustynowicz      |           |           |           |           | 1:12.10  | 32.     |
| 1500 metrów   | Zbigniew Bródka        |           |           |           |           | 1:49.45  | 27.     |
| 1500 metrów   | Konrad Niedźwiedzki    |           |           |           |           | 1:48.15  | 17.     |
| 5000 metrów   | Sławomir Chmura        |           |           |           |           | 6:33.20  | 16.     |
| 10 000 metrów | Sebastian Druszkiewicz |           |           |           |           | 13:49.31 | 14.     |

#### Kobiety
- Katarzyna Bachleda-Curuś
- Natalia Czerwonka
- Katarzyna Woźniak
- Luiza Złotkowska[56]

| Wydarzenie  | Atletka                  | Wyścig 1. | Wyścig 1. | Wyścig 2. | Wyścig 2. | Finał   | Finał   |
| Wydarzenie  | Atletka                  | Czas      | Miejsce   | Czas      | Miejsce   | Czas    | Miejsce |
| ----------- | ------------------------ | --------- | --------- | --------- | --------- | ------- | ------- |
| 1000 metrów | Katarzyna Bachleda-Curuś |           |           |           |           | 1:19.00 | 31.     |
| 1500 metrów | Katarzyna Bachleda-Curuś |           |           |           |           | 1:59.53 | 15.     |
| 1500 metrów | Natalia Czerwonka        |           |           |           |           | 2:05.00 | 36.     |
| 1500 metrów | Luiza Złotkowska         |           |           |           |           | 2:04.01 | 34.     |
| 3000 metrów | Katarzyna Woźniak        |           |           |           |           | 4:22.35 | 28.     |
| 3000 metrów | Luiza Złotkowska         |           |           |           |           | 4:19.13 | 24.     |

| Wydarzenie            | Atleci                                                      | Ćwierćfinał | Ćwierćfinał | Półfinał | Półfinał | Finał   | Finał   | Rezultat      |
| Wydarzenie            | Atleci                                                      | Czas        | Miejsce     | Czas     | Miejsce  | Czas    | Miejsce | Rezultat      |
| --------------------- | ----------------------------------------------------------- | ----------- | ----------- | -------- | -------- | ------- | ------- | ------------- |
| Bieg drużynowy kobiet | Katarzyna Bachleda-Curuś Luiza Złotkowska Katarzyna Woźniak | 3:02.90     | 1. Q        | 3:02.92  | 2. QB    | 3:03.73 | 1.      | Brązowy medal |

### Narciarstwo alpejskie
Jedyną polską reprezentantką w narciarstwie alpejskim była debiutująca na igrzyskach olimpijskich Agnieszka Gąsienica-Daniel. Wystartowała ona w pięciu konkurencjach indywidualnych. Najlepsze wyniki osiągnęła w supergigancie i superkombinacji, w których zajęła odpowiednio 23. i 25. miejsce. Wystartowała także w zjeździe i slalomie, jednak w obu tych konkurencjach zajęła miejsca poza pierwszą trzydziestką. Gąsienica-Daniel wystartowała również w slalomie gigancie, jednak nie ukończyła pierwszego przejazdu i ostatecznie nie została sklasyfikowana.

#### Kobiety
- Agnieszka Gąsienica-Daniel[69]

| Zawodniczka                | Wydarzenia      | Zjazd 1. | Msc. 1. | Zjazd 2. | Msc. 2. | W sumie | Miejsce |
| -------------------------- | --------------- | -------- | ------- | -------- | ------- | ------- | ------- |
| Agnieszka Gąsienica-Daniel | Superkombinacja | 1:30.28  | 29.     | 45.96    | 15.     | 2:16.24 | 25.     |
| Agnieszka Gąsienica-Daniel | Zjazd           | 1:55.10  | 32.     |          |         | 1:55.10 | 32.     |
| Agnieszka Gąsienica-Daniel | Slalom gigant   | DNF      | DNF     |          |         | nq      | nq      |
| Agnieszka Gąsienica-Daniel | Slalom          | 57.06    | 46.     | 55.13    | 32.     | 1:52.9  | 35.     |
| Agnieszka Gąsienica-Daniel | Supergigant     | 1:24.31  | 23.     |          |         | 1:24.31 | 23.     |

### Narciarstwo dowolne
Jedyną polską reprezentantką w narciarstwie dowolnym była Karolina Riemen. Startowała ona w debiutującej na igrzyskach olimpijskich konkurencji ski crossu. Riemen odpadła w ćwierćfinale zawodów i ostatecznie została sklasyfikowana na 16. pozycji wśród 35. zawodniczek.

#### Kobiety
- Karolina Riemen[78]

| Ski cross kobiet | Karolina Riemen | 1:21.36 | 26. | 2. | 4. | nq | nq | 16. | 16. | 16. |

### Saneczkarstwo
Polskę w saneczkarstwie reprezentowały dwie osoby. W rywalizacji jedynek mężczyzn wziął udział Maciej Kurowski, który zajął 23. miejsce wśród 38. sklasyfikowanych zawodników. Wśród kobiet jedyną polską reprezentantką była Ewelina Staszulonek, która wystartowała w rywalizacji jedynek kobiet. Ostatecznie, w gronie 29. zawodniczek, zajęła 8. miejsce.

#### Mężczyźni
- Maciej Kurowski[84]

Jedynki
| Zawodnik        | Zjazd 1. | Zjazd 2. | Zjazd 3. | Zjazd 4. | W sumie  | Miejsce |
| --------------- | -------- | -------- | -------- | -------- | -------- | ------- |
| Maciej Kurowski | 49.427   | 49.200   | 49.361   | 49.039   | 3:17.027 | 23.     |

#### Kobiety
- Ewelina Staszulonek[84]

Jedynki
| Zawodniczka         | Zjazd 1. | Zjazd 2. | Zjazd 3. | Zjazd 4. | W sumie  | Miejsce |
| ------------------- | -------- | -------- | -------- | -------- | -------- | ------- |
| Ewelina Staszulonek | 41.975   | 41.816   | 41.948   | 41.882   | 2:47.621 | 8.      |

### Short track
Polskę w short tracku reprezentował jeden mężczyzna i dwie kobiety. Jakub Jaworski odpadł w kwalifikacjach biegu na 1500 metrów i został sklasyfikowany na 27. pozycji. Wśród kobiet zarówno Paula Bzura, jak i Patrycja Maliszewska startowały dwukrotnie. Bzura zajęła 14. miejsce w biegu na 1000 metrów i, z powodu dyskwalifikacji, 33. miejsce w biegu na 1500 metrów. Z kolei Maliszewska w obu swoich startach, w biegach na 500 i 1500 metrów, zajęła 29. pozycję.

#### Mężczyźni
- Jakub Jaworski[93]

| Wydarzenie          | Zawodnik       | Kwalifikacje | Kwalifikacje | Ćwierćfinał | Ćwierćfinał | Półfinał | Półfinał | Finał | Finał   | Wynik    | Wynik   |
| Wydarzenie          | Zawodnik       | Czas         | Pozycja      | Czas        | Pozycja     | Czas     | Pozycja  | Czas  | Pozycja | Czas     | Pozycja |
| ------------------- | -------------- | ------------ | ------------ | ----------- | ----------- | -------- | -------- | ----- | ------- | -------- | ------- |
| Bieg na 1500 metrów | Jakub Jaworski | 2:19.163     | 4.           | nq          | nq          | nq       | nq       | nq    | nq      | 2:19.163 | 27.     |

#### Kobiety
- Paula Bzura
- Patrycja Maliszewska[93]

| Wydarzenie          | Zawodniczka          | Kwalifikacje | Kwalifikacje | Ćwierćfinał | Ćwierćfinał | Półfinał | Półfinał | Finał | Finał   | Wynik    | Wynik   |
| Wydarzenie          | Zawodniczka          | Czas         | Pozycja      | Czas        | Pozycja     | Czas     | Pozycja  | Czas  | Pozycja | Czas     | Pozycja |
| ------------------- | -------------------- | ------------ | ------------ | ----------- | ----------- | -------- | -------- | ----- | ------- | -------- | ------- |
| Bieg na 500 metrów  | Patrycja Maliszewska | 58.649       | 4.           | nq          | nq          | nq       | nq       | nq    | nq      | 58.649   | 29.     |
| Bieg na 1000 metrów | Paula Bzura          | 1:31.338     | 2. Q         | 1:32.662    | 4.          | nq       | nq       | nq    | nq      | 1:31.338 | 14.     |
| Bieg na 1500 metrów | Paula Bzura          | DSQ          | DSQ          | nq          | nq          | nq       | nq       | nq    | nq      | –        | 33.     |
| Bieg na 1500 metrów | Patrycja Maliszewska | 2:25.586     | 6.           | nq          | nq          | nq       | nq       | nq    | nq      | 2:25.586 | 29.     |

### Skoki narciarskie
Polskę w skokach narciarskich reprezentowało pięciu zawodników. Indywidualnie dwukrotnie startowali Stefan Hula, Adam Małysz, Krzysztof Miętus i Kamil Stoch. Małysz zdobył dwa srebrne medale. Stoch i Hula najlepsze wyniki osiągnęli w konkursie na skoczni dużej, gdzie zajęli odpowiednio 14. i 19. pozycję. Miętus w obu konkursach zajął 36. miejsce. Polska reprezentacja, w składzie Hula, Łukasz Rutkowski, Stoch i Małysz wystartowała także w konkursie drużynowym, w którym zajęła 6. pozycję.

#### Mężczyźni
- Stefan Hula
- Adam Małysz
- Krzysztof Miętus
- Łukasz Rutkowski
- Kamil Stoch[103]

| Wydarzenie        | Zawodnik         | Kwalifikacje  | Kwalifikacje | Kwalifikacje | Runda 1.      | Runda 1. | Runda 1. | Finał         | Finał  | Finał         |
| Wydarzenie        | Zawodnik         | Odległość (m) | Punkty       | Miejsce      | Odległość (m) | Punkty   | Miejsce  | Odległość (m) | Punkty | Miejsce       |
| ----------------- | ---------------- | ------------- | ------------ | ------------ | ------------- | -------- | -------- | ------------- | ------ | ------------- |
| Skocznia normalna | Adam Małysz      | 105.5         | –            | (PQ)         | 103.5         | 132.5    | 3.       | 105.0         | 269.5  | Srebrny medal |
| Skocznia normalna | Kamil Stoch      | 103.0         | 127.5        | 12. Q        | 98.5          | 118.5    | 22.      | 95.5          | 232.0  | 27.           |
| Skocznia normalna | Stefan Hula      | 101.5         | 125.5        | 17. Q        | 95.0          | 112.5    | 31.      | nq            | 112.5  | 31.           |
| Skocznia normalna | Krzysztof Miętus | 101.5         | 126.5        | 15. Q        | 94.0          | 109.0    | 36.      | nq            | 109.0  | 36.           |
| Skocznia duża     | Adam Małysz      | 133.5         | –            | (PQ)         | 137.0         | 138.1    | 2.       | 133.5         | 269.4  | Srebrny medal |
| Skocznia duża     | Kamil Stoch      | 131.0         | 125.3        | 17. Q        | 126.0         | 114.3    | 13.      | 123.5         | 224.1  | 14.           |
| Skocznia duża     | Stefan Hula      | 132.0         | 127.6        | 14. Q        | 122.5         | 106.5    | 20.      | 124.0         | 217.2  | 19.           |
| Skocznia duża     | Krzysztof Miętus | 132.5         | 127.0        | 16. Q        | 111.5         | 84.7     | 36.      | nq            | 84.7   | 36.           |

| Wydarzenie        | Zawodnik         | Runda 1.      | Runda 1. | Runda 1.         | Runda 1.     | Runda 1. | Finał         | Finał  | Finał            | Finał        | Finał   |
| Wydarzenie        | Zawodnik         | Odległość (m) | Punkty   | Miejsce w grupie | Suma punktów | Miejsce  | Odległość (m) | Punkty | Miejsce w grupie | Suma punktów | Miejsce |
| ----------------- | ---------------- | ------------- | -------- | ---------------- | ------------ | -------- | ------------- | ------ | ---------------- | ------------ | ------- |
| Konkurs drużynowy | Stefan Hula      | 129.0         | 122.2    | 4.               | 484.0        | 6.       | 127.5         | 118.5  | 6.               | 996.7        | 6.      |
| Konkurs drużynowy | Łukasz Rutkowski | 123.0         | 108.4    | 11.              | 484.0        | 6.       | 127.5         | 118.5  | 8.               | 996.7        | 6.      |
| Konkurs drużynowy | Kamil Stoch      | 126.5         | 116.2    | 6.               | 484.0        | 6.       | 134.5         | 132.6  | 2.               | 996.7        | 6.      |
| Konkurs drużynowy | Adam Małysz      | 136.5         | 137.2    | 3.               | 484.0        | 6.       | 139.5         | 143.1  | 5.               | 996.7        | 6.      |

### Snowboard
W zawodach snowboardowych reprezentowało Polskę trzech zawodników i jedna zawodniczka. W konkurencji halfpipe’u mężczyzn wziął udział Michał Ligocki, który zajął 38. miejsce wśród 39. sklasyfikowanych zawodników. W snowcrossie wystartowali Maciej Jodko i Mateusz Ligocki, jednak obaj odpadli w 1/8 finału i zostali sklasyfikowani odpowiednio na 28. i 29. pozycji. Jedyną kobietą reprezentującą Polskę w zawodach snowboardowych była Paulina Ligocka, która zajęła 28. miejsce w konkurencji halpipe’u kobiet.

#### Mężczyźni
- Maciej Jodko
- Michał Ligocki
- Mateusz Ligocki[112]

Halfpipe
| Zawodnik       | Kwalifikacje | Kwalifikacje | Kwalifikacje | Półfinały | Półfinały | Półfinały | Finał    | Finał    | Finał   |
| Zawodnik       | Zjazd 1.     | Zjazd 2.     | Miejsce      | Zjazd 1.  | Zjazd 2.  | Miejsce   | Zjazd 1. | Zjazd 2. | Miejsce |
| -------------- | ------------ | ------------ | ------------ | --------- | --------- | --------- | -------- | -------- | ------- |
| Michał Ligocki | 10.8         | 11.1         | 19.          | nq        | nq        | nq        | nq       | nq       | 38.     |

Snowcross
| Zawodnik        | Kwalifikacje | Kwalifikacje | Kwalifikacje | 1/8     | Ćwierćfinały | Półfinały | Finał   | Finał   |
| Zawodnik        | Czas 1       | Czas 2       | Miejsce      | Pozycja | Pozycja      | Pozycja   | Pozycja | Miejsce |
| --------------- | ------------ | ------------ | ------------ | ------- | ------------ | --------- | ------- | ------- |
| Maciej Jodko    | 1:24.76      | 1:24.11      | 27. Q        | 3.      | nq           | nq        | nq      | 28.     |
| Mateusz Ligocki | 1:27.03      | 1:24.11      | 28. Q        | 4.      | nq           | nq        | nq      | 29.     |

#### Kobiety
- Paulina Ligocka[112]

Halfpipe
| Zawodniczka     | Kwalifikacje | Kwalifikacje | Kwalifikacje | Półfinał | Półfinał | Półfinał | Finał    | Finał    | Finał   |
| Zawodniczka     | Zjazd 1.     | Zjazd 2.     | Miejsce      | Zjazd 1. | Zjazd 2. | Miejsce  | Zjazd 1. | Zjazd 2. | Miejsce |
| --------------- | ------------ | ------------ | ------------ | -------- | -------- | -------- | -------- | -------- | ------- |
| Paulina Ligocka | 10.9         | 11.1         | 28.          | nq       | nq       | nq       | nq       | nq       | 28.     |